# Materia fotónica
La materia fotónica es un estado de la materia en el cual los fotones se comportan como si tuvieran masa e interactúan unos con otros, formando «moléculas». En condiciones normales, los fotones carecen de masa en reposo y no pueden interactuar.

## Descripción
Se puede obtener la materia fotónica a través del «acoplamiento dispersivo de luz en átomos con un alto grado de interacción y un estado de Rydberg muy excitado». El acoplamiento es debido a un proceso conocido como «bloqueo de Rydberg», en el cual las excitaciones provocadas por un fotón limitan la gama de interacciones de otro fotón con los átomos que le rodean, lo que da como resultado una interacción entre los fotones en cuestión.